# Courant-jet africain d'Est
Le courant-jet africain d'Est est une zone de vent fort continu aux altitudes 600, 700 hectopascals (environ 4 kilomètres). Il se situe à environ 7,8° de latitude Nord, et est orienté d'est en ouest. Il a pour origine un fort gradient de température et d'humidité. En été, le golfe de Guinée, victime des remontées de l'hiver Austral reste assez frais, alors que l'Afrique nord tropicale, et les côtes de Guinée, jusqu'au Sahel connaît sa mousson et prend donc des caractéristiques chaudes et humides, et que le Sahara reste chaud, mais extrêmement sec. Il se crée alors un courant-jet orienté est-ouest. 
Le courant jet est impliqué, par son instabilité, dans la formation des ondes tropicales de mai à octobre. 
Un lien avec l’oscillation atlantique multidécennale est probable. Lorsque l'Atlantique nord se rafraîchit au profit de l'Atlantique sud, la mousson en Afrique nord tropicale s'affaiblit, provoquant des sécheresses périodiques jusqu'au Sahel. Le courant jet est alors affaibli.  